# Nati nel 1506
| Questa pagina contiene informazioni ricavate automaticamente dalle voci biografiche con l'ausilio del template Bio e di un bot. L'aggiornamento è periodico e automatico e ricostruisce completamente la pagina. Se manca una persona in questa lista, sei pregato di non aggiungerla, ma accertati piuttosto che la sua voce biografica contenga il template Bio e che i dati anagrafici siano correttamente compilati. Se il template Bio manca, inseriscilo tu stesso o, in alternativa, metti l'avviso {{tmp\|Bio}} che ne segnala la mancanza. Se i dati riportati sono sbagliati, correggi direttamente la voce biografica; le modifiche saranno visibili in questa lista entro pochi giorni. Per chiarimenti vedi il progetto biografie. La lista contiene solo le 44 persone che sono citate nell'enciclopedia e per le quali è stato implementato correttamente il template Bio. Pagina aggiornata al 18 ago 2025. |

- 12 febbraio - Marco Antonio Da Mula, cardinale e diplomatico italiano († 1572)
- 15 febbraio - Giuliana di Stolberg, nobildonna tedesca († 1580)
- 25 febbraio - Giovanni Antonio Delfini, francescano e teologo italiano († 1561)
- 3 marzo - Luigi d'Aviz, principe portoghese († 1555)
- 13 marzo - Antonio Cerruti, poeta italiano
- 7 aprile - Francesco Saverio, gesuita e missionario spagnolo († 1552)
- 13 aprile - Pietro Favre, teologo francese († 1546)
- 25 maggio - Antonio Landi, scrittore e mercante italiano († 1569)
- 24 giugno - Francesco di Lorena, nobile e militare francese († 1525)
- 1º luglio - Luigi II d'Ungheria e Boemia, re ungherese († 1526)
- 8 luglio - Giovanni Grimani, patriarca cattolico italiano († 1593)
- 12 agosto - Frans van de Velde, vescovo cattolico e teologo olandese († 1576)
- 14 agosto - Salvatore Pacini, vescovo cattolico, diplomatico e funzionario italiano († 1581)
- 9 settembre - Alfonso Tornabuoni, vescovo cattolico italiano († 1578)
- 27 settembre - Giovanni Battista Belluzzi, architetto e ingegnere militare sammarinese († 1554)
- 8 dicembre - Veit Dietrich, teologo tedesco († 1549)
- 26 dicembre - Giovanni Francesco Testa, architetto e intagliatore italiano († 1590)
- Elizabeth Barton, religiosa inglese († 1534)
- Giovanni Bolognetti, giurista italiano († 1575)
- George Buchanan, umanista, poeta e storico scozzese († 1582)
- Bibliander, teologo, traduttore e linguista svizzero († 1564)
- Ippolito Costa, pittore italiano († 1561)
- Giovanni I della Frisia orientale, conte († 1572)
- Gerasimo di Cefalonia, monaco cristiano e santo greco († 1579)
- Paolo Giustiniani Moneglia, doge († 1586)
- Juan de Juni, scultore francese († 1577)
- Koca Sinan Pascià, militare e politico ottomano († 1596)
- Girolamo Lombardo, scultore italiano († 1590)
- Maha Chakkraphat, sovrano siamese († 1569)
- Girolamo Osorio, vescovo cattolico, teologo e storico portoghese († 1580)
- William Paget, I barone Paget, nobile e politico inglese († 1563)
- Pietro Raxis il vecchio, pittore e scultore italiano († 1581)
- Enrico XIV di Reuss-Greiz, nobile tedesco († 1572)
- Bernard Salomon, pittore, disegnatore e incisore francese († 1561)
- Michele Sidonio, teologo e vescovo cattolico tedesco († 1561)
- Simon de Châlons, pittore francese († 1568)
- Johannes Sleidanus, storico lussemburghese († 1556)
- Rodrigo Vadillo, vescovo cattolico spagnolo († 1577)
- Johann Albrecht Widmannstetter, umanista, teologo e filologo tedesco († 1557)
- Claude de Taillemont, poeta francese († 1558)
- Gutierre de Vargas y Carvajal, vescovo cattolico, mecenate e architetto spagnolo († 1559)
- Angela de' Rossi, nobile italiana († 1573)
- Roberto del Palatinato-Veldenz, nobile tedesco († 1544)
- Aḥmad Grāñ b. Ibrāhīm, militare somalo († 1543)